# Prosopocoilus rubens
Prosopocoilus rubens es una especie de coleóptero de la familia Lucanidae.

## Distribución geográfica
Habita en Malaya, Borneo y  Sumatra en (Indonesia).